# Радянсько-литовський договір про взаємодопомогу
Радянсько-литовський договір про взаємодопомогу (лит. Lietuvos-Sovietų Sąjungos savitarpio pagalbos sutartis) — двосторонній договір, підписаний між Радянським Союзом та Литвою 10 жовтня 1939 р. Відповідно до положень, викладених у договорі, Литва набуде близько п'ятої частини Вільнюського регіону, включаючи історичну столицю Литви, Вільнюс, і натомість дозволить створити п'ять радянських військових баз з 20 000 військовослужбовців по всій Литві. По суті, договір із Литвою був дуже схожий на договори, які Радянський Союз підписав з Естонією 28 вересня та з Латвією 5 жовтня. За офіційними радянськими джерелами, радянські військові посилювали захист слабкої нації від можливих нападів нацистської Німеччини. Договір передбачав, що суверенітет Литви не буде зачеплений. Однак насправді договір відкрив двері для першої радянської окупації Литви і був описаний The New York Times як "віртуальна жертва незалежности".
Додатковий протокол про уточнення державного кордону між Радянським Союзом і Литвою був підписаний 27 жовтня 1939 у Москві.

## Передумови

### Довоєнні договори

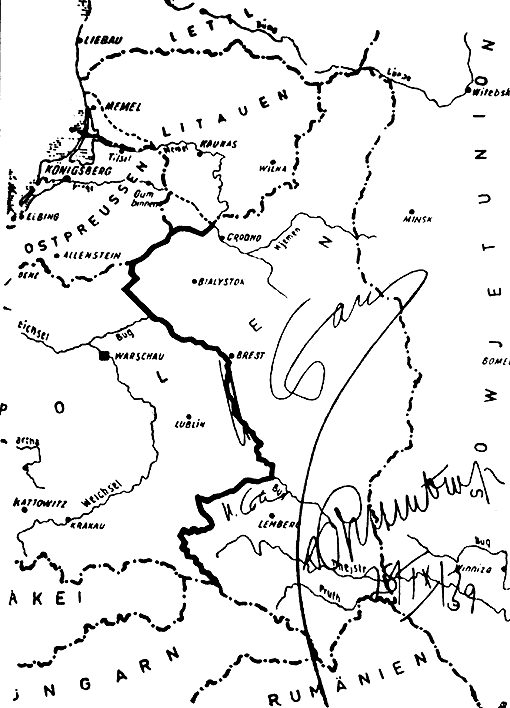
Карта, додана до Німецько-радянського договору про межі та дружбу, що розділяє Східну Європу на радянську та німецьку сфери впливу

Литва проголосила незалежність від Російської імперії 16 лютого 1918 року. 12 червня 1920 року, після короткої литовсько-радянської війни, було підписано радянсько-литовський мирний договір. Радянський Союз визнав незалежність Литви та її право на Віленський край. Ця область була предметом жорстокої суперечки з Польщею і підпала під його контроль після заколоту Желіговського в жовтні 1920 року. Потім її було включено до складу Республіки Центральна Литва, яка була короткочасним політичним утворенням без міжнародного визнання. Край було передано Польщі в 1922 р. за умовами Ризького миру після польсько-радянської війни та підтверджено Лігою Націй на міжнародному рівні.  Литовці відмовилися визнати польський контроль і продовжували вимагати юридичних та моральних прав на регіон протягом усього міжвоєнного періоду. Радянський Союз продовжував підтримувати претензії Литви на суверенну Польщу. Ради також підтримали інтереси Литви в Клайпедському регіоні після Клайпедського повстання і підписали радянсько-литовський Пакт про ненапад в 1926 році, згодом продовживши його до 1944 року 
23 серпня 1939 р. Радянський Союз та нацистська Німеччина підписали пакт Молотова – Ріббентропа та розділили Східну Європу на сфери впливу. Згідно з секретними протоколами пакту, Литва була віднесена до німецької сфери впливу, тоді як Латвія та Естонія, інші дві країни Балтії, були закріплені за Радами.  Таке різне ставлення можна пояснити економічною залежністю Литви від Німеччини. На частку Німеччини припадало приблизно 80% зовнішньої торгівлі Литви, а після ультиматуму 1939 р. встановився німецький контроль над Клайпедою, єдиним портом Литви.  Також Литва та Росія не мали спільного кордону. 

### Друга світова війна
1 вересня 1939 р. Німеччина вторглася в Польщу. Вермахт відтіснив польські війська за лінію, узгоджену з Радами. Німці взяли під контроль Люблінське воєводство та східне Варшавське воєводство.  Коли 17 вересня Червона Армія вторглася в Польщу, радянські війська захопили Вільнюський регіон, який згідно з радянсько-литовськими договорами 1920 і 1926 років був визнаний Литвою.  В результаті Ради та німці переглянули секретні протоколи пакту Молотова – Ріббентропа. 28 вересня 1939 р. Вони підписали Договір про межу та дружбу.  У його таємному додатку було зазначено, що для компенсації Радянському Союзу окупованих німцями польських територій Німеччина передає Литву, за винятком невеликої території в Сувалкії, до радянської сфери впливу.  Обмін територіями також був мотивований радянським контролем над Вільнюсом: Радянський Союз міг чинити значний вплив на литовський уряд, який претендував на те, що Вільнюс є його столицею де-юре.  У секретних протоколах як Радянський Союз, так і Німеччина чітко визнавали інтерес Литви до Вільнюса. 

## Переговори

### Початкова позиція
29 вересня, наступного дня після Договору про межу та дружбу, Німеччина відмінила заплановані переговори з Литвою, а Радянський Союз повідомив Литві, що бажає розпочати переговори щодо майбутніх відносин між двома країнами.  Нові радянсько-литовські переговори мали офіційно вирішити статус Вільнюської області.  Міністр закордонних справ Литви Юозас Урбшис прибув до Москви 3 жовтня. Під час зустрічі Йосип Сталін особисто повідомив Урбшиса про радянсько-німецькі секретні протоколи та показав карти сфер впливу.  Він вимагав, щоб Литва підписала три окремі договори, згідно з якими: 
1. було б створено військові бази та розміщено до 50 000 радянських солдатів у Литві (оригінальний пакт про взаємодопомогу);
2. Литовська територія на захід від річки Шешупе буде передана нацистській Німеччині (як це було домовлено між Німеччиною та Радянським Союзом у Договорі про межу та дружбу);
3. одна частина Віленської області буде приєднана до Литви.

Урбшис протестував проти радянських баз, аргументуючи, що це означатиме віртуальну окупацію Литви.  Ради стверджували, що їхня армія захистить Литву від можливих нападів з боку нацистської Німеччини і що подібний договір вже підписаний з Естонією. Урбшис стверджував, що нейтралітету Литви достатньо для гарантування її безпеки, і запропонував посилити литовську армію.  За словами литовського бригадного генерала Мустейкіса, Урбшис сказав, що литовці відмовляються від Вільнюської області, а також від російських гарнізонів, однак тоді нервовий Сталін відповів, що "незалежно від того, візьмете Ви Вільнюс чи ні, російські гарнізони все одно ввійдуть до Литви".  Нарешті, Ради погодились зменшити кількість військ до 35 000.  Тоді Урбшис також торгувався для більшої кількості територій у Вільнюській області, особливо в околицях Друскінінкаю та Швенчона, територій з більшим литовським населенням.  Ради відповіли, що встановлення меж мирним договором 1920 року було неточним, і що білоруси також претендували на територію.  Ради попередньо домовились, що території, де можна довести більшість литовців, будуть передані Литві.  Найбільш шокуючою вимогою було передання частини литовської території Німеччині.  Литовці вирішили відкласти будь-які переговори щодо передачі території Німеччині, поки німці не висловлять чітких вимог. 

### Прийняття

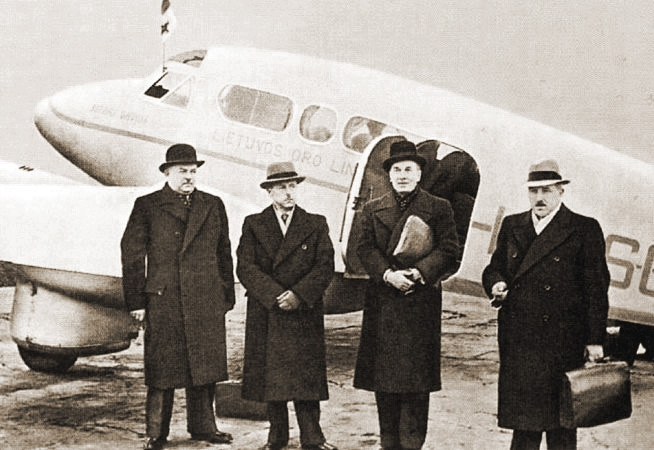
Литовська делегація перед виїздом до Москви 7 жовтня 1939 року. Урбшис - третій зліва.

Урбшис повернувся до Литви, щоб проконсультуватися з урядом. Німецькі чиновники підтвердили, що секретні протоколи є реальними, і повідомили литовцям, що передача території в Сувалкії не є актуальною справою.  Врешті-решт, нацистська Німеччина продала цю територію Радянському Союзу за 7,5 мільйона доларів 10 січня 1941 року за німецько-радянською прикордонною та комерційною угодою.  Литовці в принципі погодились підписати договір про взаємодопомогу, але їм було наказано якомога більше протистояти радянським базам. Альтернативи включали подвоєння литовської армії, обмін військовими місіями та будівництво укріплень на західному кордоні з Німеччиною, подібно до лінії Мажино у Франції.   7 жовтня литовська делегація, включаючи генерала Стасіса Раштікіса та віце-прем'єр-міністра Казиса Бізаускаса, повернулася до Москви.  Сталін відмовився від запропонованих альтернатив, але погодився зменшити кількість радянських військ до 20 000 - приблизно за розміром усієї литовської армії.  Ради хотіли підписати договір саме тоді на згадку 19-ї річниці заколоту Селіговського та втрати Литвою Вільнюса.  Політичні мітинги, організовані у Вільнюсі з вимогою приєднання міста до Білоруської Радянської Соціалістичної Республіки, чинили додатковий тиск на литовців та забезпечували відчуття актуальности.   Урбшис відмовився підписувати, і переговори відступили вдруге.
У Литві президент Антанас Сметона засумнівався, що варто здобути Вільнюс за таку ціну, і обговорив, чи можна перервати переговори.  Бізаускас стверджував, що відмова від договору не завадить Радянському Союзу здійснити його план. Радянський Союз вже погрожував Естонії силою у випадку відмови від договору про взаємодопомогу  та збирав сили у Вільнюській області на сході та в Латвії на півночі.  У такому світлі уряд вирішив вимагати якомога більше території. Однак, коли делегація повернулася до Москви, вона виявила, що атмосфера змінилася.  Ради були негнучкими, відмовлялися від подальших переговорів і залякували делегацію підписати договір. Вони представили новий проект, який поєднав пакт про взаємодопомогу та передачу Вільнюса в одну угоду.  Литовській делегації не залишалося іншого вибору, як підписати запропонований договір. Після підписання договору Сталін запросив литовську делегацію відсвяткувати та переглянути разом з ним два фільми.  Урбшис повідомив уряд Литви про підписання договору лише вранці 11 жовтня - на той час, коли договір вже публікувалося радянським інформаційним агентством ТАСС. 

## Положення

Близько п'ятої частини Вільнюського регіону (темно-оранжевого кольору) було передано Литві в обмін на чотири радянські військові бази (позначені зірками) згідно з Договором про взаємодопомогу

### Статті договору
Договір про взаємодопомогу містив дев'ять статей: 
- Стаття I: Передача Литві Вільнюської області та міста Вільнюса
- Стаття II: Взаємна допомога у випадку нападу
- Стаття III: Радянський Союз надає допомогу литовській армії в частині боєприпасів та обладнання
- Стаття IV: Радянський Союз отримує право розміщувати свої війська в Литві. Місце розташування бази визначається окремим договором.
- Стаття V: Узгоджені дії у випадку нападу
- Стаття VI: Угода про відсутність участі в союзах проти іншої сторони
- Стаття VII: Цей договір не зачіпає суверенітету
- Стаття VIII: Статті II-VII діють протягом 15 років з автоматичним продовженням ще на 10 (зверніть увагу, що передача Вільнюса є постійною)
- Стаття IX: Дата набуття чинности

Договір також мав таємне доповнення, яке визначало, що Ради могли розміщувати лише до 20 000 своїх військ. 

### Розташування радянських військ
Договір не визначав точного розташування радянських баз, і 22 жовтня радянська делегація на чолі з Михайлом Ковальовим була відправлена до Литви для обговорення особливостей 22 жовтня  Литовці прагнули обмежити радянські бази Вільнюсом та півднем Литви, пропонуючи Пабраде, Неменчине, Науйоджі Вільня та Алітус.  Вони вважали базу в Жамойті (західна Литва) найгіршим можливим результатом.  Литовці віддали перевагу меншій, але більшій базі без постійних злітно-посадкових смуг для літака. Спочатку Ради пропонували мати свої бази у Вільнюсі, Каунасі, Алітусі, Укмерге та Шяуляї.  Остаточна угода була підписана 28 жовтня, того самого дня, коли литовська армія здійснила марш до Вільнюса. Напередодні інша угода визначила новий кордон східної Литви: Литва отримала 6 739 км2 (2 602 миля2)  території з населенням приблизно 430 000.  Територія складала близько п'ятої частини Вільнюської області, визнаної Литвою Радянсько-Литовським мирним договором 1920 р.; населення Литви досягло близько 3,8 млн. чоловік. 
Відповідно до остаточної домовлености, в Литві будуть створені чотири військові бази з 18 786 військовослужбовцями 16-го спеціального стрілецького корпусу, 5-ї стрілецької дивізії та 2-ї легкої танкової бригади.  Бази повинні були знаходитися в Алітусі (піхота, артилерія та механізовані підрозділи з 8000 військовослужбовцями), Приенаї (піхотні та артилерійські підрозділи з 2500 солдатами), Гайжіунаї (механізовані та танкові підрозділи з 3500 військовослужбовцями) та в Наужоджі Вільня (штаб, піхотні та артилерійські підрозділи з 4500 військовослужбовцями).  Для порівняння: 1 червня 1940 р. Литовська армія мала 22 265 солдатів та 1728 офіцерів.  Поки будувались авіаційні бази в Алітусі та Гайзіунаї, радянські літаки мали розміщуватися в Кіртімаї, районі Вільнюса.  Остаточне розташування баз показало, що Ради більше турбуються про оточення Каунасу, тимчасової столиці, ніж про захист країни від можливої іноземної атаки. 

## Наслідки

### Міжнародна та внутрішня реакція
Договір був представлений як доказ радянської поваги до малих держав  та доброзичливості Сталіна радянською пропагандою.  Росіяни наголошували, що Радянський Союз вдруге віддав Вільнюс Литві  той час як Ліга Націй не змогла виступити посередником між польсько-литовською суперечкою.  Ради також працювали над тим, щоб запевнити литовців, що радянська дружба є ефективним захистом від нацистської агресії та бажаною альтернативою.  Польський уряд в еміграції офіційно протестував проти договору, оскільки не визнавав завоювання Росії та претендував на суверенітет над територіями Другої Польської Республіки.  Литовці відповіли, що регіон юридично є частиною Литви.  Поляки обурилися передачею, і як тільки Радянська Армія залишила Вільнюс, почалися антилитовські заворушення, які звинувачували литовців у зраді.  Франція та Велика Британія, традиційні союзники Польщі, також засудили договір.   Білоруські активісти, які проводили агітацію за приєднання Вільнюса до складу Білоруської Радянської Соціалістичної Республіки, були заарештовані, депортовані або страчені радянською владою. Переміщення засмутило їхні національні прагнення позиціонувати Білорусь як спадкоємицю колишнього Великого князівства Литовського.  Очікувалось, що відносини Литви з Ватиканом покращаться, оскільки причиною напружености стала Віленська область, відведена Польщею Конкордатом 1925 р., І тепер перебувала під контролем Литви. 
Литовські політики намагалися показати відновлений Вільнюс як велику дипломатичну перемогу. Союз литовських націоналістів, правляча політична партія в Литві після перевороту 1926 року, використовував святкування повернення міста, щоб підвищити його престиж і популярність.  Уряд наголошував на своїй компетентности, а опозиція - на радянській щедрості.  Хоча політики публічно вихваляли Радянський Союз і глузували з "традиційної радянсько-литовської дружби", приватно вони розуміли, що цей договір є серйозною загрозою незалежности Литви.  Народне ставлення відображалося у відомому гаслі "Вільнюс - mūsų, Лієтува - русь" (Вільнюс - це наш, а Литва - це Росія).  Після підписання договору Литва втратила нейтралітет і не могла самостійно здійснювати свою зовнішню політику.   Наприклад, Литва не могла підтримати Фінляндію, коли спалахнула Зимова війна після відмови Фінляндії від подібного договору про взаємодопомогу, запропонованого Радянським Союзом.  У міжнародній політиці Литва стала радянським сателітом.

### На Вільнющині

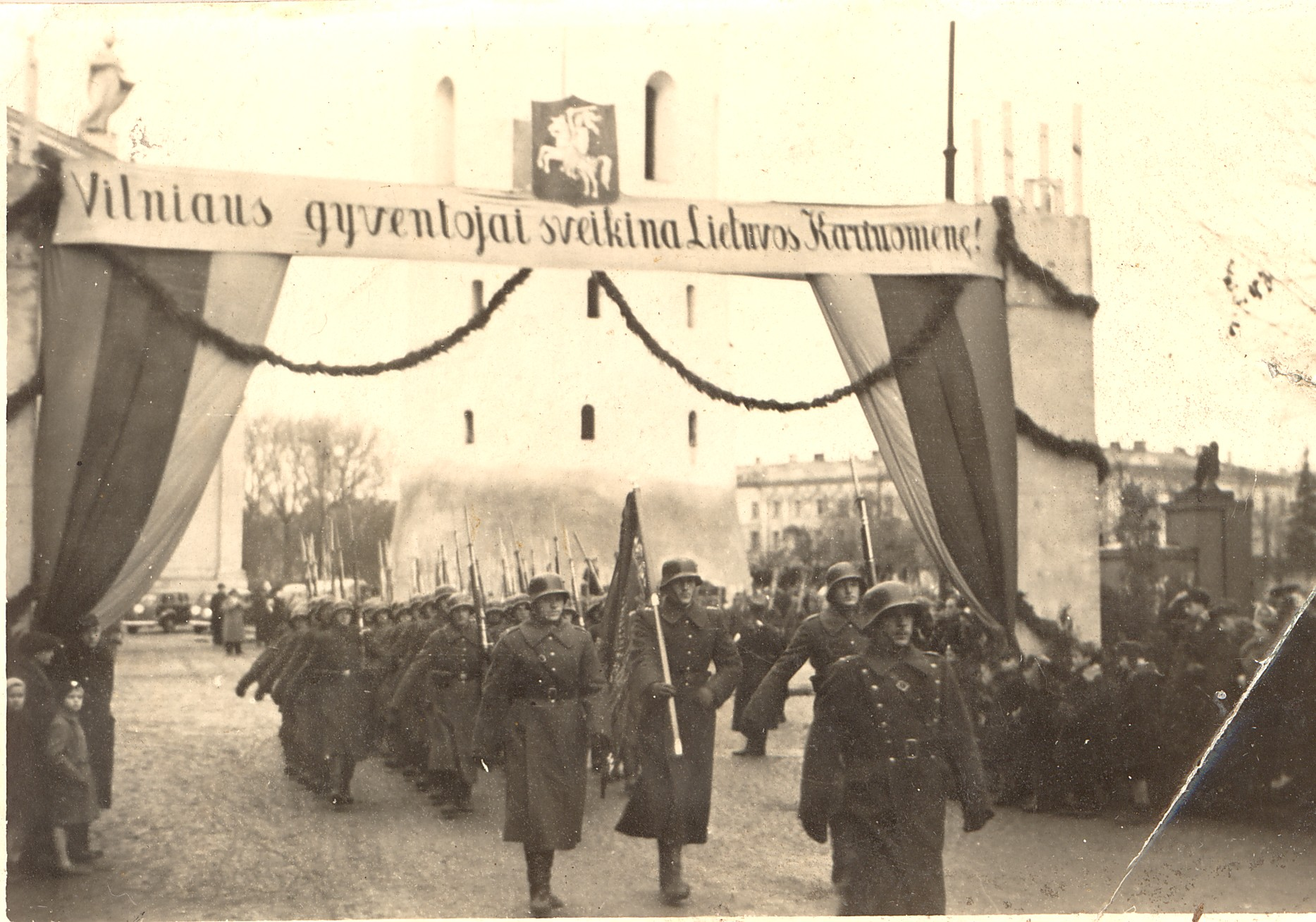
Литовські війська входять у Вільнюс.

28 жовтня литовська армія вперше з 1920 року увійшла до Вільнюса. Перш ніж передати місто литовцям, радянські війська пограбували та перевезли до Радянського Союзу всі цінні речі: обладнання фабрик (включаючи Elektrit) та лікарень, транспортні засоби та поїзди, предмети культури з музеїв та бібліотек.  Після виходу російських військ жителі Польщі, розцінивши цю угоду як зраду Польщі, протестували проти литовського уряду.  30 жовтня - 1 листопада, коли раптово зросла ціна на хліб, сутички між місцевими комуністами та поляками переросли в бунт проти єврейського населення.  У багатьох єврейських магазинах було здійснено рейд, а близько 35 людей отримали поранення.  Євреї звинуватили литовську поліцію в бездіяльности та симпатії польським заворушникам.  Радянські солдати, не запрошені литовським урядом, допомогли приборкати заворушення. 
Ця територія представляла для Литви економічний виклик: безробіття було безмежним, їжі бракувало, цінности були викрадені радянською армією, біженці, що збиралися з інших колишніх польських територій.  Литовська армія забезпечувала жителям Вільнюса до 25 000 пайок гарячого супу та хліба. Литовський уряд вигідно обміняв польські злоті на литовські літи, втративши понад 20 мільйонів літів.   Литовський уряд вирішив здійснити земельну реформу, подібну до земельної реформи, проведеної в 1920-х роках.  Великі маєтки націоналізувались та роздавались безземельним селянам в обмін на викупний внесок, який сплачувався через 36 років. Політики сподівались, що така реформа послабить пропольських землевласників та виграє лояльність селян до литовської держави. До березня 1940 р. Було розподілено 90 маєтків та 23 тис. Га.  Литовці приступили до "перелітивізації" культурного життя на Віленщині. Вони закрили багато польських культурних та освітніх установ, включаючи університет Стефана Баторія, де навчалося понад 3000 студентів.  Литовці прагнули запровадити литовську мову в суспільне життя, спонсорували литовські організації та культурні заходи.

### У Литві
Майбутнє Віленської області спричинило суперечки між політичними та військовими керівниками Литви. Коли перші радянські війська просунулись до Литви 14 листопада, уряд, до складу якого входили чотири генерали, подав у відставку.  21 листопада був сформований новий цивільний кабінет міністрів під керівництвом суперечливого прем'єр-міністра Антанаса Меркіса  Литовці були обережні, щоб дотримуватися договору на письмо і не давати Москві виправдання, щоб звинуватити їх у порушенні договору.  Спочатку, затримані Зимовою війною,  Ради не втручалися у внутрішні справи Литви  а радянські солдати добре поводились у своїх базах.  Литовський уряд розпочав обговорення своїх варіантів і того, що можна зробити для підготовки до майбутньої окупації. Незважаючи на різні резолюції, нічого суттєвого не вдалося досягти.  Литва не мала противаги радянському впливу: її власні сили були незначними, Німеччина фактично була союзником Росії, Польща була завойована, Франція та Велика Британія мали більші проблеми в Західній Європі.  Після закінчення Зимової війни Радянський Союз звернув свою увагу на країни Балтії. 
Після місяців інтенсивного пропагандистського та дипломатичного тиску, радянські влади висунули ультиматум 14 червня 1940 р. - того самого дня, коли увага світу була зосереджена на падінні Парижа під час битви за Францію.  Ради звинуватили Литву у порушенні договору та викраденні російських солдатів з їхніх баз.  Ради вимагали сформувати новий уряд, який відповідав би Договору про взаємодопомогу, та прийняти до Литви невизначену кількість радянських військ.  Радянські війська, які вже були в країні, було неможливо здійснити військовий опір.  Ради взяли під контроль урядові установи, встановили новий прорадянський уряд і оголосили про вибори до Народного сейму. Проголошена Литовська Радянська Соціалістична Республіка була включена до складу Радянського Союзу 3 серпня 1940 р. 